# マリアン・クキェル

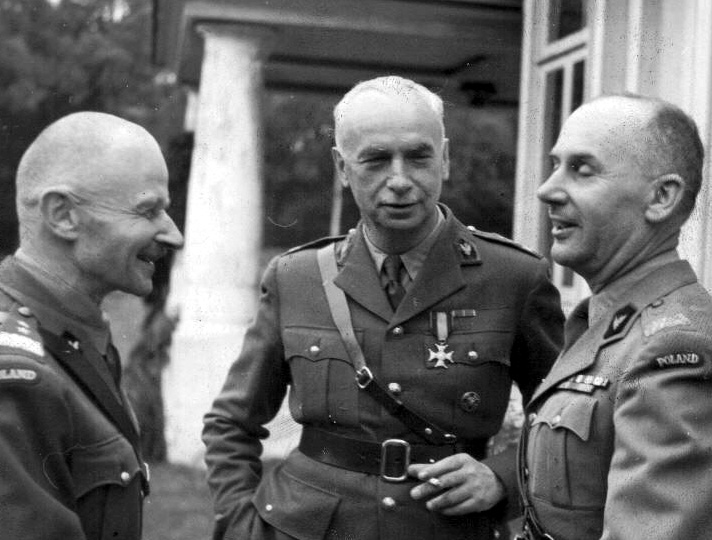
（左から右へ）国防相クキェル、自由ポーランド軍最高司令官カジミエシュ・ソスンコフスキ、参謀総長スタニスワフ・コパンスキ

マリアン・ヴウォジミェシュ・クキェル（Marian Włodzimierz Kukiel；1885年5月15日 - 1973年8月15日）は、ポーランドの軍人。大将。亡命政府の国防相を務めた。
1908年、積極的闘争同盟（Zwiazek Walki Czynnej）に加盟し、銃兵同盟の支部組織に参加。1917年、将校としてユゼフ・ピウスツキのポーランド軍団第1旅団に入る。
1918年からポーランド軍に入隊し、ポーランド・ソビエト戦争に従軍。終戦後、戦史編纂に従事し、1925年～1926年、戦史局長。1930年からクラクフのチャトルィスキ博物館館長となり、戦史関連の論文を著作する。
1939年のポーランド侵攻後、フランス、その後イギリスに亡命し、西側でのポーランド人部隊の創設に参加。1940年～1942年、在英第1ポーランド軍団長。1942年～1944年、ポーランド亡命政府国防相。1943年4月16日、ドイツ政府からカティンの森事件について通報を受け、国際赤十字宛てにこの事件に関するコミュニケを出した。このコミュニケは、ポーランド亡命政府とソ連政府間の関係断絶の原因となった。
1946年から政治雑誌「通報」を創刊し、その後、ヴワディスワフ・シコルスキ歴史研究所（ロンドン）長となる。1970年からロンドンのポーランド歴史協会会長。